# Kasper Hjulmand
Kasper Hjulmand (Aalborg, 9 april 1972) is een Deens voetbalcoach en gewezen voetballer. Hij trad op 1 juli 2020 aan als bondscoach van Denemarken. Daarvoor was hij van 2016 tot 2019 trainer van FC Nordsjælland.

## Spelerscarrière
Hjulmand was een struise verdediger. Hij debuteerde in 1987 bij Randers Freja, hij was toen nog maar een tiener. In 1992 ruilde hij de club in voor Herlev IF. Drie jaar later tekende hij bij B.93, waar hij geteisterd werd door tal van blessures. Door de aanhoudende blessurelast besloot hij in 1998 een punt achter zijn spelerscarrière te zetten. Hjulmand was toen 26 jaar.

## Trainerscarrière

### Lyngby BK
Meteen na zijn korte carrière als voetballer ging de Deen aan de slag als voetbalcoach. Eerste werd hij jeugdtrainer bij Lyngby BK, nadien kreeg hij ook de functie van hoofdcoach. Hjulmand trainde Lyngby van 2006 tot 2008. In het seizoen 2006/07 werd hij met de club kampioen in de 1. division, maar het seizoen daarop eindigde hij laatste in de Superligaen, waardoor Lyngby na één seizoen al opnieuw uit de hoogste divisie tuimelde.

### FC Nordsjælland
Na de degradatie van Lyngby maakte hij de overstap naar FC Nordsjælland. Hij was er enkele seizoenen assistent van Morten Wieghorst. Toen die in 2011 beloftencoach van Denemarken werd, volgde Hjulmand hem op. In zijn eerste jaar als hoofdcoach van Nordsjælland loodste hij zijn team naar de landstitel. Het was de eerste landstitel uit de clubgeschiedenis van Nordsjælland, dat in 2010 en 2011 al wel de Deense voetbalbeker had gewonnen met Wieghorst als trainer en Hjulmand als assistent. Door de landstitel mocht Nordsjælland ook voor het eerst deelnemen aan de Champions League. In een groep met Chelsea FC, Juventus FC en Sjachtar Donetsk eindigde Nordsjælland laatste met 1 op 18 – enkel de latere groepswinnaar Juventus morste op de derde speeldag met de punten (1-1).
In november 2012 was Hjulmand net als Wieghorst in beeld om Georges Leekens op te volgen bij Club Brugge, maar de club koos uiteindelijk voor Juan Carlos Garrido. Hjulmand bleef bij de club en finishte in het post-kampioenenseizoen tweede op vijf punten van kampioen FC Kopenhagen. In de Champions League-voorronde verloor Nordsjælland met een 6-0-totaalscore van Zenit Sint-Petersburg, ook in de Europa League-playoff ging het fout tegen het Zweedse IF Elfsborg. In het seizoen 2013/14 eindigde Nordsjælland zesde, wat net niet genoeg was voor een Europees ticket.

### FSV Mainz
Op 15 mei 2014 werd Hjulmand aangesteld als hoofdcoach van 1. FSV Mainz 05, waar hij Thomas Tuchel opvolgde. De Deen begon aanvankelijk heel goed bij Mainz: met spelers als Loris Karius, Julian Baumgartlinger, Shinji Okazaki, Filip Đuričić, Júnior Díaz en Sami Allagui was hij na acht speeldagen nog steeds ongeslagen in de Bundesliga, goed voor een gedeelde derde plaats. Nadien begon de motor van Mainz, dat in de zomer van 2014 een verjongingskuur had ondergaan, echter te sputteren. Op 17 februari 2015 werd hij ontslagen vanwege teleurstellende resultaten – de 4-2-nederlaag bij Borussia Dortmund van vier dagen eerder werd hem fataal. Mainz had na 21 wedstrijden slechts 22 punten, won onder de Deen slechts een van zijn laatste dertien competitiewedstrijden en zakte in vier maanden tijd van de derde naar de veertiende plaats. Hij werd vervangen door beloftentrainer Martin Schmidt.

### FC Nordsjælland (II)
Hjulmand trad op 1 januari 2016 opnieuw in dienst bij FC Nordsjælland. Hij parkeerde de club in het seizoen 2015/16 op een negende plaats in de Superligaen. In zijn eerste volledige seizoen in zijn tweede termijn bij Nordsjælland eindigde hij zesde met de club in de reguliere competitie, in de play-offs werd dit zelfs een vijfde plek. In het seizoen 2017/18 eindigde hij zowel in de reguliere competitie als in de play-offs derde, waardoor de club zich plaatste voor de Europa League. In de eerste twee rondes werden Cliftonville FC en AIK Fotboll opzijgezet, maar in de derde kwalificatieronde sneuvelde de club tegen Partizan Belgrado.
In december 2018 kwam Hjulmand in beeld bij RSC Anderlecht, dat net Hein Vanhaezebrouck had ontslagen als trainer. Hjulmand zag een overgang  naar Brussel zitten, maar Anderlecht knapte uiteindelijk af op de afkoopsom van anderhalf miljoen euro die Nordsjælland vroeg en koos uiteindelijk voor Fred Rutten. Een maand later sprak Hjulmand zijn spijt uit over zijn niet-overgang naar Anderlecht, waarmee hij naar eigen zeggen persoonlijk rond was. Later bleek ook dat KAA Gent in oktober 2018 ook met hem gesproken had, maar de Buffalo's gingen uiteindelijk in zee met zijn landgenoot Jess Thorup.
Op 25 maart 2019 stapte Hjulmand zelf op bij Nordsjælland. Dit voedde opnieuw de geruchten over een mogelijke overgang naar België, waar Anderlecht het onder Fred Rutten niet meteen beduidend beter deed dan onder Hein Vanhaezebrouck. Toen Rutten op 16 april 2019 na amper vier maanden vertrok bij Anderlecht werd Hjulmand meteen genoemd als kandidaat-opvolger, maar Michael Verschueren twijfelde aan de Deen, die bekendstaat als een revolutionair – een profiel dat bij het in een diepe crisis verkerend Anderlecht niet meteen leek te passen. Uiteindelijk koos Anderlecht met de komst van Vincent Kompany in mei 2019 voor een compleet nieuwe koers.

### Denemarken
Op 12 juni 2019 maakte de Deense voetbalbond bekend dat Hjulmand na het EK 2020 aan de slag zou gaan als bondscoach van Denemarken. Het toernooi werd vanwege de coronapandemie echter met een jaar uitgesteld, waarop zittend bondscoach Åge Hareide in maart 2020 besloot op te stappen.
Zijn eerste interlands als bondscoach werkte Hjulmand af in de UEFA Nations League. Op 5 september 2020 debuteerde hij met een 0-2-nederlaag tegen België. Tegen IJsland pakte Denemarken 6 op 6, en na een knappe 4 op 6 tegen Engeland (net als België halvefinalist op het WK 2018) eindigde Denemarken tweede in de groep, nadat het in de onderlinge confrontatie met Engeland (ook 10 punten) beter had gescoord.
Denemarken speelde op het EK 2024 in Duitsland in de groepsfase gelijk tegen Slovenië, Engeland en Servië, waarna het in de achtste finales werd uitgeschakeld door gastland Duitsland (2–0).

## Erelijst

### Als trainer
Lyngby BK
- Kampioen 1. division

2006/07
 FC Nordsjælland
- Deens landskampioen

2011/12